# 日影規制
日影規制（ひかげきせい、にちえいきせい）は、日照を確保することを目的した、日影による建築物の高さの制限である。

## 日本における日影規制

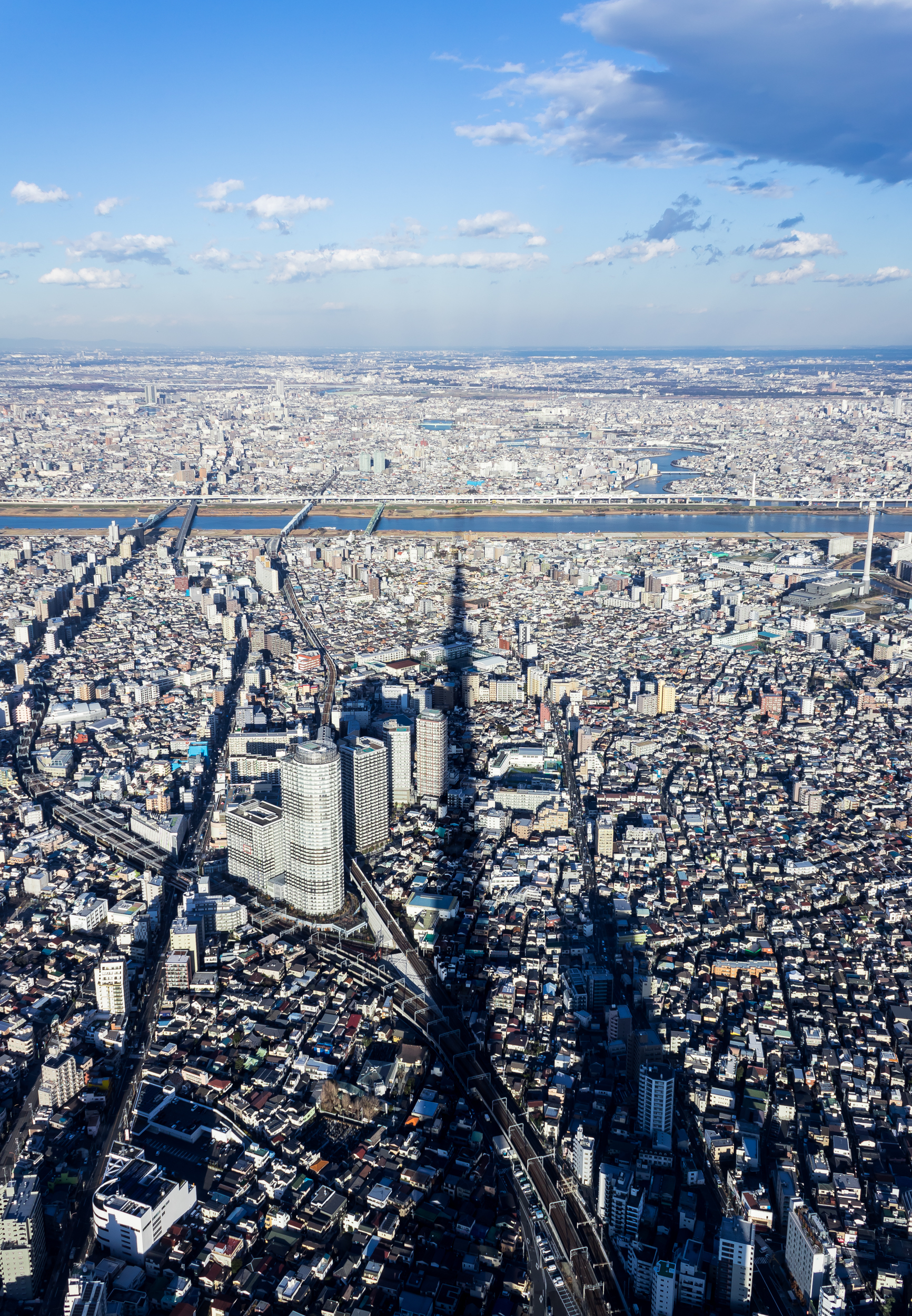
規制をクリアして建設された東京スカイツリー

日本では、1970年代に入って、幅広い用途地域でマンションなどの中高層建築が建築されるようになり、日照阻害の問題が顕在化し日照権訴訟が頻発したことなどから、1976年の建築基準法改正で第56条の2として導入された。
建築基準法別表第4に定める区分に従い、冬至日において建築物が真太陽時による午前8時から午後4時（北海道の区域内においては午前9時から午後3時）までに発生する日影の量を制限することで建築物の形態を制限する。商業地域、工業地域、工業専用地域では基本的に日影規制の適用がないが、これらの地域にある高さ10 mを超える建築物について、規制の対象区域に日影を発生させる場合は日影規制が適用される。
具体的には敷地境界ないし前面道路の中心線から、5m・10mの測定ラインを設定してその周囲の地域の都市計画図に基づき、規制区域（規制時間・測定高さ）における日影の等時間図の曲線がそのラインを越えないように建築物の形態を制限する。しかし、5m以内にある隣地の日照は考慮されず、また、建物を塔状に設計すれば容易に規制内に納めることができるため実効性が少ないとの論議が法の制定時からある。